# Homogyne alpina
Espèce
Synonymes
- Homogyne alpina subsp. alpina[2] [3] [4]
- Tussilago alpina L.[2] [3] [4]
- Tussilago sylvestris Scop.[2] [3] [4]

Homogyne alpina ou l'Homogyne des Alpes est une espèce de plantes à fleurs de la famille des Asteraceae. 

## Description

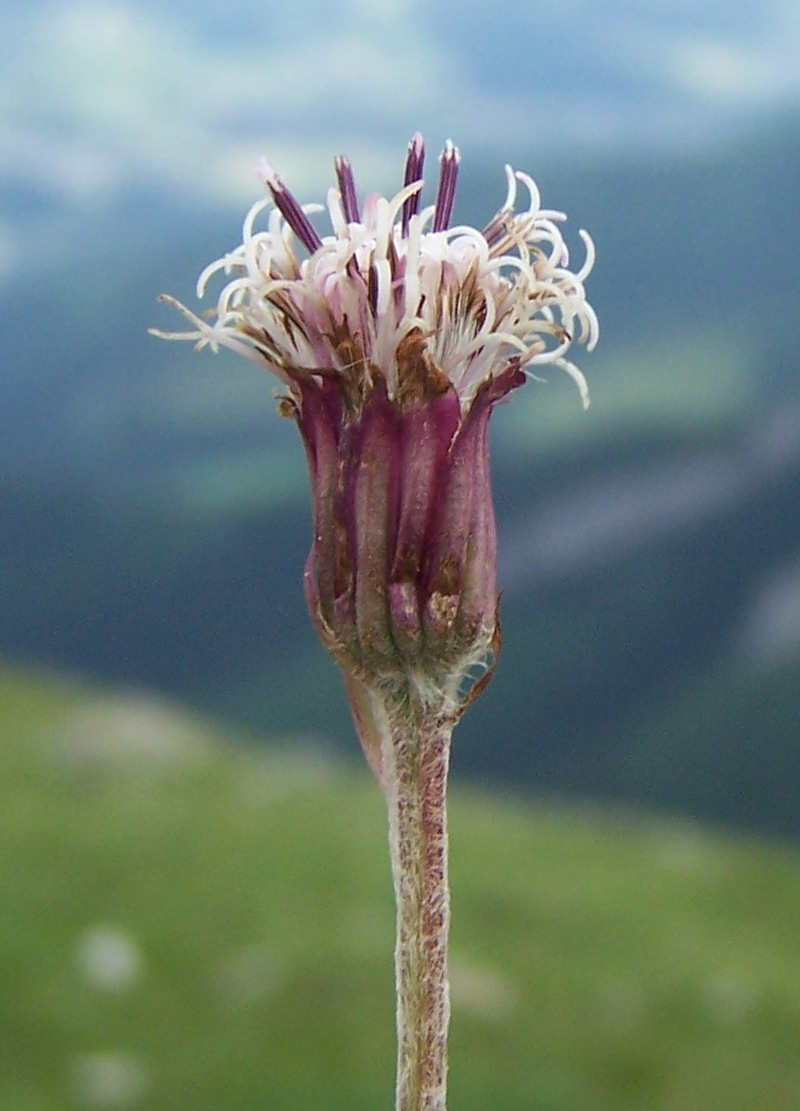
Inflorescence.

L' Homogyne des Alpes est une plante de 10 à 30 cm de haut pourvue de feuilles basales arrondies et luisantes d'un diamètre variant de 2 à 4 cm, dentées, vert sombre, glabres au-dessus et souvent de couleur pourpre en-dessous. Les pétioles des feuilles et la hampe sont velus, d'aspect laineux. Le capitule est de couleur rougeâtre, peu étalé (1 à 1,5 cm de diamètre). La floraison a lieu entre mai et août.

## Habitat et Répartition
L' Homogyne des Alpes est une plante de montagne et même de haute montagne puisqu'on la trouve dans les Alpes entre 1 200 m et 3 200 m d'altitude. On peut aussi la croiser dans le Jura, les monts du Forez (très rare), les Pyrénées et le nord des Apennins. Elle affectionne les pelouses humides et les bois clairs.

## Liste des sous-espèces
Selon Catalogue of Life (9 décembre 2018) :
- Homogyne alpina subsp. alpina'
- Homogyne alpina subsp. cantabrica (Losa & P.Monts.) Rivas Mart., T.E.Díaz, Fern.Prieto, Loidi & Penas